# 692 Гіпподамія
692 Гіпподамія (692 Hippodamia) — астероїд головного поясу, відкритий 5 листопада 1901 року.
Тіссеранів параметр щодо Юпітера — 2,966.